# Ush (governatore)
Ush (... – XXVI secolo a.C.) è stato un ensi, ossia governatore, di Umma.

## Biografia
A seguito dell'accordo tra la città di Lagash e Umma, Ush marciò contro la città assoggettando la Guedinna, la zona a Sud di Lagash, e distruggendo la stele di Meselim.